# 希莱格·巴特巴亚尔
希莱格·巴特巴亚尔（羅馬化：Shiilegiin Batbayar；1943年—），蒙古国人，蒙古国政治人物。

## 生平
早年接受培训成为经济学家，在工会工作，成为工会联合会中央委员会主席团（Presidium of the Central Council of the Trade Union Association）成员，此后在1990年3月至1992年7月任中央委员会主席。1990年和1992年，他两度当选蒙古人民革命党中央委员会委员。1992年6月28日，代表蒙古人民革命党在第10选区（前杭爱省）当选为国家大呼拉尔委员，任期四年。他是国家大呼拉尔的两个常设委员会（健康和社会保障、经济政策）的委员。
2000年8月9日，他被任命为恩赫巴亚尔内阁的劳动和社会保障部部长。